# Liste der Einträge im National Register of Historic Places im Grundy County (Missouri)

Lage des Grundy County in Missouri

Die Liste der Einträge im National Register of Historic Places im Grundy County in Missouri führt die Bauwerke und historischen Stätten im Grundy County auf, die in das National Register of Historic Places aufgenommen wurden.
| [ 3 ] | Name                              | Bild                | Eintragsdatum        | Lage                                                         | Ort     | Beschreibung                 |
| ----- | --------------------------------- | ------------------- | -------------------- | ------------------------------------------------------------ | ------- | ---------------------------- |
| 1     | Crowder State Park Vehicle Bridge |                     | 1985 ID-Nr. 85000505 | MO 128 40° 5′ 31″ N, 93° 39′ 51″ W                           | Trenton | Brücke im Crowder State Park |
| 2     | Jewett Norris Library             |                     | 1984 ID-Nr. 84002549 | 1331 Main Street 40° 4′ 43″ N, 93° 36′ 22″ W                 | Trenton |                              |
| 3     | Plaza Hotel                       |                     | 2001 ID-Nr. 01000010 | 715 Main Street 40° 4′ 27″ N, 93° 37′ 8″ W                   | Trenton |                              |
| 4     | St. Philip’s Episcopal Church     |                     | 1979 ID-Nr. 79001361 | 141 East 9th Street 40° 4′ 25″ N, 93° 37′ 0″ W               | Trenton |                              |
| 5     | Trenton High School               | Trenton High School | 2010 ID-Nr. 10000203 | 1312 East 9th Street 40° 4′ 27,4″ N, 93° 36′ 21,3″ W         | Trenton |                              |
| 6     | WPA Stock Barn and Pavilion       |                     | 1994 ID-Nr. 94000314 | Oklahoma Street am Eastside Park 40° 4′ 41″ N, 93° 35′ 59″ W | Trenton |                              |